# Steinsfeld
Steinsfeld – miejscowość i gmina w Niemczech, w kraju związkowym Bawaria, w rejencji Środkowa Frankonia, w regionie Westmittelfranken, w powiecie Ansbach, wchodzi w skład wspólnoty administracyjnej Rothenburg ob der Tauber. Leży około 30 km na północny zachód od Ansbachu.

## Dzielnice
W skład gminy wchodzą następujące dzielnice: 
- Bettwar
- Ellwingshofen
- Endsee
- Gattenhofen
- Gypshütte
- Hartershofen
- Possenmühle
- Reichelshofen
- Steinsfeld
- Urphershofen

## Polityka
Rada gminy:
|      | Grupa Wyborcza (WG) | WG Hartershofen | WG Gattenhofen | WG Endsee | WG Bettwar | Razem     |
| 2002 | 3                   | 3               | 3              | 2         | 1          | 12 miejsc |